# Новоолександрівка (Ананьївська міська громада)
Новоолекса́ндрівка — село Ананьївської міської громади Подільського району Одеської області, Україна. Населення становить 552 осіб.

## Історія
7 (20) листопада 1917 року, відповідно до Третього Універсалу Української Центральної Ради, увійшло до складу Української Народної Республіки.
Під час організованого радянською владою Голодомору 1932—1933 років помер щонайменше 21 житель села.
12 червня 2020 року, відповідно до Розпорядження Кабінету Міністрів України від № 724-р «Про визначення адміністративних центрів та затвердження територій територіальних громад Одеської області», увійшло до складу Ананьївської міської територіальної громади.
19 липня 2020 року, в результаті адміністративно-територіальної реформи і ліквідації Ананьївського району, село увійшло до складу новоутвореного Подільського району.

## Населення
Згідно з переписом 1989 року населення села становило 532 особи, з яких 235 чоловіків та 297 жінок.
За переписом населення 2001 року в селі мешкали 552 особи.

### Мова
Розподіл населення за рідною мовою за даними перепису 2001 року:
| Мова       | Відсоток |
| ---------- | -------- |
| українська | 85,69 %  |
| російська  | 8,15 %   |
| румунська  | 5,8 %    |
| болгарська | 0,18 %   |

## Люди
В селі народилася Андрійко Ольга Пилипівна (1921–1989) — український біолог.